# Giovane seduto
Giovane seduto è un affresco rinvenuto nella villa Arianna a Stabia e custodito all'interno del Museo archeologico nazionale di Napoli.

## Storia
L'affresco venne dipinto in età neroniana, nel periodo compreso tra il 54 e il 69, durante i lavori di restauro della villa, nella zoccolatura a fondo nero di una parete del cosiddetto triclinio 7, stesso ambiente dove erano raffigurati altri soggetti seduti come Donna seduta, Vecchio seduto e Donna che si pettina. Fu rinvenuto tra il 15 e il 22 marzo 1760 e successivamente staccato per ricavarne un quadretto.

## Descrizione
L'affresco, chiaro richiamo all'Apollo Licio di Prassitele, raffigura un giovane seduto su uno sgabello con piedi torniti, sul quale poggia la mano sinistra, mentre il braccio destro è dietro la testa; la parte superiore del corpo è nuda contrariamente a quella inferiore coperta da un mantello giallo.